# Three Mile Island

Skiss av TMI block 2.

Three Mile Island (TMI) är ett sedan september 2019 nedlagt kärnkraftverk med 2 reaktorer, som ligger vid Susquehannafloden i Londonderry Township, Dauphin County, Pennsylvania i USA. 
Reaktor nummer 1 togs i drift 1974 och stängdes i september 2019. År 2024 meddelades planer om att återstarta reaktorn 2028. 
Reaktor nummer 2 som startades 1978 totalförstördes 1979 i en härdsmälta, vanligen kallad för Harrisburgolyckan.

## Drift

### Block 1
TMI-1 var en tryckvattenreaktor på ursprungligen 792 MWe levererad av Babcock och Wilcox. Med början 2012 och fram till nedläggningen 2019 drevs reaktorn med en elektrisk effekt på 819 MW. Den togs i kommersiell drift den 2 september 1974. När TMI-2 drabbades av sin härdsmälta 1979, var TMI-1 avstängd för bränslebyte. Efter ett antal komplikationer av teknisk, rättslig och regulativ art återupptogs driften 1985 efter vissa ombyggnader och förbättringar. Det ursprungliga drifttillståndet för 40 års drift löpte ut 2014, men förlängdes 2009 till 60 års drift fram till år 2034. På grund av bristande lönsamhet stängdes TMI-1 ner den 30 september 2019.
I september 2024 meddelades att ett 20-årigt kontrakt om elleverans tecknats mellan anläggningens ägare Constellation Energy och Microsoft. Anläggningen ska genomgå en omfattande renovering och planeras återstarta 2028 under namnet Crane Clean Energy Center. I samband med detta ska anläggningen licensieras för 80 års drift fram till år 2054.

### Block 2
TMI-2 var också en tryckvattenreaktor levererad av Babcock och Wilcox, men på 880 MWe, och togs i kommersiell drift i december 1978. Anläggningen hann bara vara i kommersiell drift under 90 dagar innan den drabbades av en förlust av kylmedel, som orsakade en härdsmälta i reaktorhärden den 28 mars 1979. Denna nukleära olycka var den allvarligaste som inträffat före Tjernobylolyckan. Även om den inte orsakade någon skada på civilbefolkningen på kort eller lång sikt, så fick den en enorm inverkan på uppfattningen om kärnenergins säkerhet och på den pågående utbyggnaden av kärnkraft framförallt i USA.
Uppstädningen och borttransport av bränsle och bränslerester tog nästan 12 år och anläggningen står sedan dess oanvänd men öppen för besökare. Anläggningen avses rivas slutgiltigt samtidigt med systeranläggningen TMI-1.

### Produktion TMI 1/2 1974-2018 (TWh/år)[1]
| Information | Diagrammet är avstängt. Grafer inaktiverades den 18 april 2023 på grund av programvaruproblem. Nya diagram kan skapas sedan december 2024. |